# Bruno Dybal
Bruno Dybal (sinh ngày 3 tháng 3 năm 1994) là một cầu thủ bóng đá người Brasil.

## Sự nghiệp câu lạc bộ
Bruno Dybal đã từng chơi cho Ventforet Kofu.